# کیم دو وان
این یک نام کره‌ای است؛ نام خانوادگی کیم است.
کیم دو وان (کره‌ای: 김도완؛ زادهٔ ۸ مارس ۱۹۹۵) بازیگر اهل کره جنوبی است. او بیشتر به خاطر ایفای نقش در استارت آپ و هم‌اتاقی من یک گومیهو است شناخته می‌شود.

## فیلم‌شناسی

### فیلم
| سال  | عنوان         | نقش                    | منابع |
| ---- | ------------- | ---------------------- | ----- |
| ۲۰۱۸ | پنیر در تله   | دانش آموز دبیرستانی #۲ | [ ۳ ] |
| ۲۰۱۸ | پارک هوا یونگ | سانگ شیک               | [ ۴ ] |
| ۲۰۱۹ | خانم‌های پلیس  | سونگ چان یونگ          | [ ۵ ] |
| ن/م  | Rebound       |                        | [ ۶ ] |

### مجموعه تلویزیونی
| سال  | عنوان                                  | نقش           | توضیحات | منابع  |
| ---- | -------------------------------------- | ------------- | ------- | ------ |
| ۲۰۱۸ | وسوسه                                  | یو جو هوان    |         | [ ۷ ]  |
| ۲۰۱۸ | دوازده شب                              | یون چان       |         | [ ۸ ]  |
| ۲۰۱۹ | در هجده سالگی                          | چو سانگ هون   |         | [ ۹ ]  |
| ۲۰۱۹ | Socialization – Understanding of Dance | هان سانگ جین  |         | [ ۱۰ ] |
| ۲۰۲۰ | چگونه یک دوست بخریم                    | کواک سانگ پیل |         | [ ۱۱ ] |
| ۲۰۲۰ | او همه چیز می‌داند                      | سو ته هوا     |         | [ ۱۲ ] |
| ۲۰۲۰ | استارت آپ                              | کیم یونگ سان  |         | [ ۲ ]  |
| ۲۰۲۱ | هم‌اتاقی من یک گومیهو است               | دو جه جین     |         | [ ۱۳ ] |
| ۲۰۲۵ | تک: قهرمانان دبیرستان                  | کانگ یون گی   |         |        |

### مجموعه اینترنتی
| سال  | عنوان                | نقش         | منابع  |
| ---- | -------------------- | ----------- | ------ |
| ۲۰۱۷ | سونتین               | جی اون وو   | [ ۱۴ ] |
| ۲۰۱۷ | سونتین: نسخه ویژه    | جی اون وو   |        |
| ۲۰۱۷ | زرد                  | نام جی هون  | [ ۳ ]  |
| ۲۰۱۸ | ری:پلی‌لیست           | جی اون وو   |        |
| ۲۰۲۲ | هنوز خودی نشون ندادم | هان جو هیوک | [ ۱۵ ] |

### حضور در موزیک ویدئوها
| سال  | عنوان                                 | آرتیست      | نقش       | توضیحات           | منابع  |
| ---- | ------------------------------------- | ----------- | --------- | ----------------- | ------ |
| ۲۰۱۸ | «در جاده» (On the road; 길에서)       | یانگ یو سوپ | جی اون وو | اواس‌تی ری:پلی‌لیست | [ ۱۶ ] |
| ۲۰۲۰ | «سلام» (Hello; 안녕, 오늘의 그대에게) | وان استار   |           |                   | [ ۱۷ ] |